# Gibberula elvirae
Gibberula elvirae is een slakkensoort uit de familie van de Cystiscidae. De wetenschappelijke naam van de soort is voor het eerst geldig gepubliceerd in 2012 door Moreno.